# Amine Gouiri
Amine Ferid Gouiri (* 16. Februar 2000 in Bourgoin-Jallieu) ist ein algerisch-französischer Fußballspieler, der als Stürmer für Olympique Marseille in der Ligue 1 spielt.

## Karriere

### Im Verein

#### Olympique Lyon
Gouiri wechselte 2013 in die Jugend von Olympique Lyon. Am 10. September 2016 saß er erstmals in einem Ligue-1-Spiel gegen Girondins Bordeaux für Lyon auf der Bank und debütierte im Alter von 17 Jahren für Lyons B-Mannschaft. Im Juli 2017 unterzeichnete er seinen ersten Profivertrag mit einer Laufzeit von drei Jahren. Er gab sein Debüt in der Ligue 1 am 19. November 2017 bei einem 0:0-Unentschieden gegen HSC Montpellier, als er in der 73. Minute für Tanguy Ndombele eingewechselt wurde. Bis zum Saisonende kam er auf insgesamt sieben Erstliga-Einsätze sowie drei weitere Pflichtspiele mit der Profimannschaft. Im August 2018 erlitt er einen Kreuzbandriss. Im Januar 2019 verlängerte Lyon den Vertrag mit ihm bis 2022. Nach seiner Rückkehr spielte er jedoch hauptsächlich nur mit der B-Mannschaft und kam erst in der Saison 2019/20 wieder in der Profimannschaft zum Einsatz, für die er in der Saison fünf Pflichtspiele bestritt.

#### OGC Nizza
Zu Beginn der Saison 2020/21 wechselte Gouiri zum Ligakonkurrenten OGC Nizza. Gouiri spielte am 1. Spieltag gegen den RC Lens von Beginn an und erzielte beim 2:1-Sieg beide Tore. Somit ist er der jüngste Spieler in der Historie des OGC Nizza, der bei seinem Debüt zwei Treffer erzielen konnte. Insgesamt erzielte er in seiner ersten Saison in 34 Ligaspielen zwölf Tore und bereitete sieben weitere vor, womit der der beste Torschütze und beste Vorlagengeber seiner Mannschaft wurde. In der anschließenden Saison 2021/22 gelangen ihm in 38 Ligaspielen zehn Treffer und neun Torvorlagen.

#### Stade Rennes
Nach zwei Jahren bei Nizza wechselte Gouiri im September 2022 weiter zum Ligakonkurrenten Stade Rennes, wo er einen Vertrag mit einer fünfjährigen Laufzeit unterschrieb. Im Gegenzug wechselte der Stürmer Gaëtan Laborde von Rennes zu Nizza. In Rennes konnte er sich ebenfalls auf Anhieb als Leistungsträger etablieren und wurde bis zum Saisonende mit 15 Toren in 33 Ligaspielen der beste Torschütze seiner Mannschaft.

#### Olympique Marseille
Im Januar 2025 wechselte er zu Olympique Marseille.

### Nationalmannschaft
Gouiri durchlief zwischen 2016 und 2023 sämtliche Jugendnationalmannschaften des französischen Fußballverbands von der U16 bis zur U21, wobei er in den jeweiligen Altersklassen insgesamt 74 Spiele bestritt und 48 Tore erzielte. Mit acht Treffern wurde Gouiri Torschützenkönig bei der U17-Europameisterschaft 2017. Er nahm im selben Jahr an der U17-Weltmeisterschaft in Indien teil, bei der er insgesamt fünf Tore erzielte. Vier Treffer erzielte er bei der U19-Europameisterschaft 2018, drei bei der U20-Weltmeisterschaft 2019. Mit der U21-Auswahl nahm er an den Europameisterschaften 2021 und 2023 teil, wobei ihm lediglich bei letzterer noch ein Turniertor gelang.
Im September 2023 gab Gouiri bekannt, künftig für die algerische Nationalmannschaft spielen zu wollen. Am 12. Oktober 2023 bestritt im Freundschaftsspiel gegen Kap Verde sein erstes Länderspiel für Algerien. Der erste Pflichtspieleinsatz folgte am 16. November 2023 im WM-Qualifikationsspiel gegen Somalia.

## Erfolge
- Torschützenkönig: U17-Europameisterschaft 2017 (8 Tore)
- Spieler des Monats der Ligue 1: Februar 2025

## Persönliches
Gouiri wurde in Frankreich geboren und ist algerischer Abstammung.